# David Blue
David Blue (Long Island (New York), 17 januari 1982) is een Amerikaans acteur en filmproducent.

## Biografie
Blue werd geboren op Long Island (New York) als jongste van drie kinderen, en groeide op in zowel New York als Florida. Hij doorliep de high school aan de Countryside High School in Clearwater (Florida). Hierna haalde hij zijn bachelor of fine arts in acteren en muzikaal theateruitvoering aan de University of Central Florida in Orlando (Florida).
Blue begon in 2002 met acteren in de televisieserie Scrubs, waarna hij nog meerdere rollen speelde in televisieseries en films. Hij is vooral bekend van zijn rol als Eli Wallace in de televisieserie Stargate Universe, waar hij in 40 afleveringen speelde (2009-2011).

## Filmografie

### Films
Uitgezonderd korte films.
- 2022 Death Camp - als sheriff Nuno
- 2020 (home)Schooled - als Tom
- 2020 aTypical Wednesday - als Sam
- 2019 Dance Night Obsession - als Tony
- 2018 Lear's Shadow - als Stephen
- 2018 The Competition - als Jacob
- 2017 12 Days of Giving - als Baxter
- 2017 The Concessionaires Must Die! - als Scott Frakes
- 2012 Divorce Invitation - als Rick
- 2007 The Comebacks - als feestbeest in Lacrosse
- 2006 Dark Reality - als vriend van Carey

### Televisieseries
Uitgezonderd eenmalige gastrollen.
- 2021 Danger Force - als Rick Twitler - 4 afl.
- 2020 The Game of Rassilon - als kapitein Gregg Kinnear - 3 afl.
- 2019-2020 Henry Danger - als Rick Twitler - 4 afl.
- 2016 Stalking LeVar - als Mason Grey - 3 afl.
- 2013-2015 Eastsiders - als David - 4 afl.
- 2009-2011 Stargate Universe - als Eli Wallace - 40 afl.
- 2009-2011 SGU Stargate Universe Kino - als Eli Wallace - 18 afl.
- 2007-2008 Ugly Betty - als Cliff St. Paul - 7 afl.
- 2008 Moonlight - als Logan Griffen - 5 afl.

### Filmproducent
- 2020 (home)Schooled - film
- 2018 Lear's Shadow - film
- 2017 The Concessionaires Must Die!  - film
- 2016 Injection - korte film
- 2015 Shevenge - korte film

- Library of Congress Control Number: no2010122005
- Virtual International Authority File: 157525342
- WorldCat: E39PBJkHprPYC37gMjDP73GT73